# Похолодання 535—536 років
Похолодання 535–536 років — найрізкіше зниження середньорічної температури у північній півкулі за останні 2000 років. Припускається, що причиною похолодання стало різке зниження прозорості атмосфери в результаті одного або декількох великих вивержень вулканів у тропіках (див. Кракатау і Тавурвур) або зіткнення з великим метеоритом чи кометою.
Прямий зв'язок між різким похолоданням і мутацією чумного збудника, що призвела до пандемії бубонної чуми, відомої як чума Юстиніана, не доведено, однак для сучасників подій несподіване похолодання, чума, руйнівні землетруси на сході Середземномор'я і війни Юстиніана склали одну суцільну вервечку лих. Імовірно, що серія погодних катаклізмів призвела до міграцій людей, що у свою чергу прискорило розповсюдження інфекційних хвороб: чуми, тифу, віспи та ін.

## Документальні свідчення
Прокопій Кесарійський зазначає в десятий рік правління Юстиніана (536/537):
 І цього року відбулося найбільше чудо: весь рік сонце випромінює світло як місяць, без променів, як ніби воно втрачало свою силу, переставши, як колись, чисто і яскраво сяяти. З того часу, як це почалося, не припинялися серед людей ні війна, ні моровиця, ні яке інше лихо, що несе смерть. Тоді йшов десятий рік правління Юстиніана. — Прокопій. Війна, IV, 14. 5-6
Ірландські хроніки повідомляють про таке:
- - Неврожай хліба 536 року — Аннали Ульстера;
  - Неврожай хліба 536—539 років — Аннали Інісфалена.

Такі явища повідомлялися рядом незалежних тогочасних джерел:
- Низькі температури, навіть сніг протягом літа (сніг, як повідомляється, випав у серпні в Китаї у часи правління північних і південних династій, що викликало затримку врожаю)[7].
- Неврожай збіжжя у Середземномор’ї та Близькому Сході[8].
- Густий сухий туман на Близькому Сході, в Китаї та в Європі[7].
- Посуха в Перу, яка вплинула на культуру Моче[7][9].

## Наукові докази
Аналіз кілець дерев, проведений дендрохронологом Майком Байлі з Королівського університету Белфаста, демонструє ненормально малий ріст в ірландського дуба 536 року та ще різкіше зниження росту 542 року після часткового відновлення. Для більшості звітів у Європі та Євразії спостерігається зниження у 536 році, після чого відбувається відновлення у 537—539 роках, а потім — ще серйозніше падіння, яке тривало, можливо, до 550 років. У більшості випадків найгіршим роком для зростання кілець дерев став 540 рік; в Сибіру — 543-й, на півдні Чилі — 540 рік, в Аргентині — 540—548 роки.
Льодовики з Гренландії та Антарктиди свідчать про значні сульфатні відкладення приблизно у 534±2 роках, що є свідченням сильної кислотної пилової завіси.

## Можливі пояснення
Було висловлено припущення, що зміни відбулися через попіл або пил, викинутий у повітря після виверження вулкана (явище, відоме як «вулканічна зима»), або після зіткнення з кометою чи метеоритом. Наявність сульфатних відкладень у льодовиках підкріплює гіпотезу про вулкан; збільшення вмісту сульфатів ще інтенсивніше, ніж те, що супроводжувало менший епізод кліматичної аберації 1816 року, що відомий як «Рік без літа», що був пов'язаний із виверженням вулкана Тамбора на острові Сумбава.
1984 року Стотерс (R. B. Stothers) установив, що подія, можливо, була викликана вулканом Рабаул, який зараз знаходиться у Новій Британії, поблизу Папуа Нової Гвінеї.
1999 року Девід Кейс (David Keys) у своїй книзі «Катастрофа: пошуки витоків сучасного світу» (за підтримки роботи американського вулканолога Кена Воглета) висловив припущення, що вулкан Кракатау вивергався у той час і викликав зміни. Висловлюється припущення, що виверження Кракатау, описане як вивердження 416 року в «Яванській книзі королів», фактично відбулося 535—536 років, оскільки немає інших доказів такого виверження 416 року.
2009 року Даллас Абботт з обсерваторії Ламон-Дохерті Колумбійського університету та обсерваторія Землі в Нью-Йорку опублікували докази з льодовиків Гренландії про численні кометні удари, що викликали туман. Знайдені в льоду поклади можуть виникнути внаслідок земної породи, викинутого в атмосферу під час зіткнення.
2010 року Роберт Тулл, Джон Саудон і його колеги, представили докази, які свідчать про зв'язок між виверженням вулкану Тьєрра Бланка Джовен (TBJ) (залишилось озеро у кальдері Ілопанго) в центральній частині Сальвадору і подією 536. Хоча раніше опубліковані радіовуглецеві дані свідчили про двосигмовий віковий діапазон 408—536, який відповідає глобальному зниженню клімату, зв'язок між 536 р. та Ілопанго не був явно зроблений до дослідження на морському узбережжі Центральної Америки осадових порід Штеффеном Куттерольфом та колегами, що показало, що виверження TBJ було набагато більшим, ніж вважалося раніше. Послідовне збільшення вмісту вуглецю-14 у стовбурі одного дерева, яке було вбито пірокластичним потоком лави з TBJ, детально вимірювалося за допомогою мас-спектрометрії у прискорювачі; результати підтвердили дату 535 року, коли дерево померло. Розрахований базовий об'єм викидів породи під час події складає 84 км³, що свідчить про великий показник виверження 6+ і амплітуду 6,9 балів. Отримані результати показують, що розміри, широта та вік вдкладень Ілопанго TBJ узгоджуються з сульфатними записами льодовиків.
Дослідження 2015 року далі підтвердило теорію великого виверження у 535 або на початку 536 року. Воно також визначило ознаки другого виверження в 539–540 рр., імовірно, у тропіках, що могло підсилити охолоджуючий ефект першого виверження до близько 550 року.
2018 року дослідники Гарвардського університету запропонували, як причину, виверження вулкана в Ісландії, яке вдбулось на початку 536 року, однак автор попереднього дослідження сказав журналу Science, що доказів недостатньо для відкидання гіпотези про вулкан у Північній Америці.

## Цей період в історії
Похолодання призвело до різкого зниження врожаю і повсюдного голоду, що стало причиною значних міграцій населення і воєн. Історичний період 535—536 років супроводжували такі події:
- Франки з королем Теодеберт I захоплюють землі в Альпах і на північному сході Італії.
- Візантійськими джерелами відзначені набіги гунів, слов'ян і антів на Іллірію і Фракію.
- Слов'яни доходять до узбережжя Балтійського і Північного моря, потрапляють до Північної Італії, в передгір'я Альп, верхів'я Рейну і пониззя Дунаю, річка Ельба стає слов'янською майже на всій її течії.
- Вторгнення аварів в степи Західного Прикаспію і далі — в Північне Причорномор'я і Візантію.
- Китай був змушений виплачувати величезну данину Тюркському каганату.
- Набіги тюркських степових племен на заході на міста в районі Керченської протоки, і на сході — ближче до Кореї.
- У Північному Китаї почався голод, який вбив 80% населення регіону.
- Занепад Теотіуакана, величезного міста в Месоамериці, також пов'язаний з посухами від змін клімату, з ознаками громадянських заворушень і голоду.
- Подія 536 року і голод, що виникли, були запропоновані як пояснення відкладення скарбів золота скандинавськими елітами наприкінці міграційного періоду. Золото, можливо, було принесено як жертву, щоб заспокоїти богів і повернути сонячне світло[25][26].
- 541 року починається пандемія чуми, що отримала назву Чума Юстиніана і тривала кілька років по всій Євразії і Африці.